# Juan Manuel Correa
Juan Manuel Correa Borja (Quito, 1999. augusztus 9. – ) ecuadori–amerikai autóversenyző.

## Magánélete
Szülei révén ecuadori és amerikai állampolgársággal is rendelkezik, versenyzőként amerikai licensszel szerepel a FIA versenysorozataiban.

## Pályafutása

### A kezdetek
Correa 2008-ban kezdte meg autóversenyzői pályafutását gokart versenyekkel és 2015-ig indult ebben a géposztályban. 2013-ban megnyerte a Rotax Max Junior Challenge elnevezésű sorozatot, 2015-ben pedig pedig 5. lett az európai Gokart-bajnokság mezőnyében.

### Formula–4
2016-ban vezetett először együléses versenyautót, amikor a Prema Powerteam színeiben elindult az ADAC és az Olasz Formula–4-es bajnokságban is. Utóbbi sorozatban három versenyt nyert meg és a 4. helyen zárta a pontversenyt. A 2017-es szezonban ugyanebben a két sorozatban állt rajthoz, ugyancsak a Prema versenyzőjeként.

### GP3
A Jenzer Motorsport alkalmazásában hét versenyen rajthoz állhatott a 2017-es GP3-szezonban, míg a 2018-as évre már teljes idényre szóló szerződést kapott a versenyistállótól.

### Formula–2
2019-ben az FIA Formula–2-es bajnokságban indult a Sauber Junior Team by Charouz versenyzőjeként. A Belgiumban rendezett fordulón a főfutam második körében az Eau Rouge-ban lévő emelkedő tetején az előtte megpördülő Anthoine Hubert autójába megközelítőleg 218 kilométer/órás sebességgel belehajtott, ezután autója fejjel lefelé állt meg. A versenyt leállították és azonnal kórházba szállították, ahol másnap közölték vele a rossz hírt, miszerint versenytársa a pályán életét vesztette. Sérüléseit tekintve mindkét lába eltört, illetve a gerince is megsérült, 4 órán keresztül műtötték és mesterséges kómában tartották. 2019. szeptember 4-én az Egyesült Királyságba szállították, ahol egy speciális orvosi csapat segít neki a felépülésben. Szeptember 7-én reggel légzése összeomlott, ezt követően ismét mesterséges altatásban tartották. Két hét után levették a mesterséges keringést biztosító ECMO gépről a versenyzőt, majd felébresztették a kómából is. Szeptember végén 17 órás műtéten esett át, így elkerülték, hogy jobb alsó lábszárát részlegesen amputálni kelljen. A műtéten követő napokban saját maga nyilatkozott a balesetről, műtétekről és a várható felépülési folyamatról, amelyet orvosai egy évre határoltak be.

### Formula–1
A gokartban eltöltött ideje alatt a Lotus F1 Team, majd annak megszűnése után a Renault junior programjának tagja volt, 2019-ben pedig az Alfa Romeo csapatával írt alá hasonló szerződést.

### Formula–3
2021 februárjában bejelentették, hogy visszatér a versenyzéshez és az ART Grand Prix versenyzőjeként az FIA Formula–3 bajnokság mezőnyének tagja lett. A szezonnyitó hétvégén, a második sprintfutamon rögtön megszerezte első pontját. Ausztriában, a második versenyen a 12. körben dobogós pozícióból Kaylen Frederick forgatta meg és végül egészen a 23. helyig csúszott vissza. Visszatérő évében összesen 11 ponttal a bajnoki tabella 21. helyén zárt.
2022. január 14-én nyilvánosságra hozta, hogy 2022-ben is marad a francia csapat alkalmazásában. Áprilisban a szezon közbeni, Jerezben tartott tesztek alatt a korábban súlyosan megrongálódott, majd megműtött lábában a sérülések és a fájdalom ismételten kiújultak, ezért orvosaival egyeztetve kihagyta a második fordulót, Imolában. Pótlására az ART nem nevezett meg senkit. 

### Sportautózás
2022 februárjában kiderült, hogy a Prema Racing új LMP2-es projektjében, az európai Le Mans-szériában (ELMS) is lehetőséget kap. Sérülése miatt az első két fordulóban az istálló WEC-versenyzője, Lorenzo Colombo pótolta. Portugáliában a 4 órás versenyt megnyerte csapattársaival, Louis Delétrazzal és Habsburg Ferdinánddal.
2023-ban a Prema fellépett a hosszútávú-világbajnokságra (WEC) és Correa minden olyan fordulóban részt vett, amely nem ütközött a 2023-as FIA Formula–2 szezon futamaival. Az Oreca 07-es konstrukción itt Filip Ugrannal és Bent Viscaallal osztozott. Az LMP2-es kategóriát összetettben a 9. helyen zárták.
2025 márciusában az amerikai sportautóbajnokságban (IMSA) is szereplő United Autosports jelentette be egyik LMP2-es versenyzőjének.

## Eredményei

### Karrier összefoglaló
| Szezon | Bajnokság                    | Csapat                        | Verseny | Győzelem | Pole | Leggyorsabb kör | Dobogós helyezés | Pont  | Helyezés |
| ------ | ---------------------------- | ----------------------------- | ------- | -------- | ---- | --------------- | ---------------- | ----- | -------- |
| 2016   | Német Formula–4              | Prema Powerteam               | 24      | 0        | 0    | 2               | 1                | 91    | 10.      |
| 2016   | Olasz Formula–4-es bajnokság | Prema Powerteam               | 18      | 3        | 2    | 1               | 4                | 105.5 | 6.       |
| 2017   | Német Formula–4              | Prema Powerteam               | 15      | 0        | 0    | 1               | 1                | 86    | 10.      |
| 2017   | Olasz Formula–4-es bajnokság | Prema Powerteam               | 6       | 0        | 0    | 0               | 0                | 10    | HN‡      |
| 2017   | GP3                          | Jenzer Motorsport             | 7       | 0        | 0    | 0               | 0                | 0     | 21.      |
| 2018   | GP3                          | Jenzer Motorsport             | 18      | 0        | 0    | 0               | 0                | 42    | 12.      |
| 2018   | Toyota Racing Series         | M2 Competition                | 15      | 2        | 1    | 2               | 3                | 756   | 4.       |
| 2019   | Formula–2                    | Sauber Junior Team by Charouz | 16      | 0        | 0    | 0               | 2                | 36    | 13.      |
| 2021   | Formula–3                    | ART Grand Prix                | 20      | 0        | 0    | 0               | 0                | 11    | 21.      |
| 2022   | Formula–3                    | ART Grand Prix                | 16      | 0        | 0    | 0               | 1                | 39    | 13.      |
| 2022   | Formula–2                    | Van Amersfoort Racing         | 2       | 0        | 0    | 0               | 0                | 0     | 27.      |
| 2022   | Európai Le Mans-széria       | Prema Racing                  | 2       | 1        | 0    | 1               | 2                | 40    | 7.       |
| 2023   | Formula–2                    | Van Amersfoort Racing         | 26      | 0        | 0    | 0               | 0                | 13    | 19.      |
| 2023   | WEC                          | Prema Racing                  | 4       | 0        | 0    | 0               | 0                | 34    | 15.      |
| 2024   | Formula–2                    | DAMS Lucas Oil                | 24      | 0        | 0    | 0               | 1                | 31    | 18.      |
| 2025   | IMSA                         | United Autosports             | 0       | 0        | 0    | 0               | 0                | 0     | HN*      |

* A szezon jelenleg is zajlik.
‡ Mivel Correa csak vendégszereplő volt a bajnokságban, így nem volt jogosult pontokra.

### Teljes GP3-as eredménysorozata
(Táblázat értelmezése)

(Félkövér: pole-pozícióból indult; dőlt: leggyorsabb kört futott) 

| Év   | Csapat            | 1         | 2         | 3         | 4          | 5          | 6          | 7          | 8          | 9          | 10         | 11         | 12         | 13         | 14         | 15         | 16         | 17        | 18        | Helyezés | Pont |
| ---- | ----------------- | --------- | --------- | --------- | ---------- | ---------- | ---------- | ---------- | ---------- | ---------- | ---------- | ---------- | ---------- | ---------- | ---------- | ---------- | ---------- | --------- | --------- | -------- | ---- |
| 2017 | Jenzer Motorsport | ESP FEA   | ESP SPR   | AUT FEA   | AUT SPR    | GBR FEA    | GBR SPR    | HUN FEA    | HUN SPR    | BEL FEA 15 | BEL SPR Ki | ITA FEA Ki | ITA SPR T  | JER FEA 15 | JER SPR 16 | UAE FEA 12 | UAE SPR 12 |           |           | 21.      | 0    |
| 2018 | Jenzer Motorsport | ESP FEA 8 | ESP SPR 4 | FRA FEA 9 | FRA SPR 12 | AUT FEA 19 | AUT SPR 13 | GBR FEA Ki | GBR SPR 15 | HUN FEA 7  | HUN SPR 5  | BEL FEA 11 | BEL SPR 10 | ITA FEA 17 | ITA SPR Ki | RUS FEA 9  | RUS SPR 5  | UAE FEA 8 | UAE SPR 6 | 12.      | 42   |

### Teljes FIA Formula–2-es eredménysorozata
(Táblázat értelmezése)

(Félkövér: pole-pozícióból indult; dőlt: leggyorsabb kört futott) 

| Év   | Csapat                | 1          | 2          | 3          | 4          | 5          | 6          | 7           | 8          | 9          | 10         | 11         | 12         | 13         | 14         | 15         | 16         | 17         | 18         | 19         | 20         | 21         | 22         | 23         | 24         | 25         | 26         | 27         | 28         | Helyezés | Pont |
| ---- | --------------------- | ---------- | ---------- | ---------- | ---------- | ---------- | ---------- | ----------- | ---------- | ---------- | ---------- | ---------- | ---------- | ---------- | ---------- | ---------- | ---------- | ---------- | ---------- | ---------- | ---------- | ---------- | ---------- | ---------- | ---------- | ---------- | ---------- | ---------- | ---------- | -------- | ---- |
| 2019 | Sauber Junior Team    | BHR FEA 16 | BHR SPR 18 | AZE FEA 7  | AZE SPR 2  | ESP FEA Ki | ESP SPR 15 | MON FEA 16† | MON SPR 12 | FRA FEA 7  | FRA SPR 2  | AUT FEA 11 | AUT SPR 10 | GBR FEA 12 | GBR SPR 10 | HUN FEA 14 | HUN SPR 14 | BEL FEA T  | BEL SPR T  | ITA FEA    | ITA SPR    | RUS FEA    | RUS SPR    | UAE FEA    | UAE SPR    |            |            |            |            | 13.      | 36   |
| 2022 | Van Amersfoort Racing | BHR SPR    | BHR FEA    | KSA SPR    | KSA FEA    | IMO SPR    | IMO FEA    | ESP SPR     | ESP FEA    | MON SPR    | MON FEA    | AZE SPR    | AZE FEA    | GBR SPR    | GBR FEA    | AUT SPR    | AUT FEA    | FRA FEA    | FRA FEA    | HUN SPR    | HUN FEA    | BEL SPR    | BEL FEA    | NED SPR    | NED FEA    | ITA SPR    | ITA FEA    | UAE SPR 18 | UAE FEA 17 | 27.      | 0    |
| 2023 | Van Amersfoort Racing | BHR SPR 10 | BHR FEA 10 | KSA SPR 14 | KSA FEA 18 | AUS SPR 14 | AUS FEA 10 | AZE SPR 6   | AZE FEA 13 | MON SPR 16 | MON FEA 14 | ESP SPR Ki | ESP FEA 11 | AUT SPR 4  | AUT FEA 18 | GBR SPR 19 | GBR FEA 11 | HUN SPR 20 | HUN FEA 9  | BEL SPR 16 | BEL FEA 16 | NED SPR 4^ | NED FEA 10 | ITA SPR 18 | ITA FEA 14 | UAE SPR Ki | UAE FEA 13 |            |            | 19.      | 13   |
| 2024 | DAMS Lucas Oil        | BHR SPR 12 | BHR FEA Ki | KSA SPR Ki | KSA FEA 14 | AUS SPR 11 | AUS FEA 15 | IMO SPR 15  | IMO FEA 8  | MON SPR 12 | MON FEA 5  | ESP SPR 8  | ESP FEA 3  | AUT SPR 16 | AUT FEA 14 | GBR SPR 12 | GBR FEA 20 | HUN SPR 8  | HUN FEA 16 | BEL SPR 17 | BEL FEA 11 | ITA SPR 17 | ITA FEA Ki | AZE SPR 15 | AZE FEA Ki | QAT SPR    | QAT FEA    | UAE SPR    | UAE FEA    | 18.      | 31   |

† A versenyt nem fejezte be, de helyezését értékelték, mert a versenytáv több, mint 90%-át teljesítette.
^ A versenyt kevesebb, mint 2 kör után félbeszakították, így nem osztottak pontokat.

### Teljes FIA Formula–3-as eredménysorozata
(Táblázat értelmezése)

(Félkövér: pole-pozícióból indult; dőlt: leggyorsabb kört futott) 

| Év   | Csapat         | 1          | 2          | 3          | 4         | 5          | 6          | 7          | 8          | 9          | 10         | 11         | 12         | 13         | 14         | 15         | 16         | 17         | 18         | 19        | 20        | 21         | Helyezés | Pont |
| ---- | -------------- | ---------- | ---------- | ---------- | --------- | ---------- | ---------- | ---------- | ---------- | ---------- | ---------- | ---------- | ---------- | ---------- | ---------- | ---------- | ---------- | ---------- | ---------- | --------- | --------- | ---------- | -------- | ---- |
| 2021 | ART Grand Prix | ESP SP1 15 | ESP SP2 10 | ESP FEA 14 | FRA SP1 6 | FRA SP2 16 | FRA FEA 9  | AUT SP1 10 | AUT SP2 24 | AUT FEA 14 | HUN SP1 14 | HUN SP2 14 | HUN FEA 14 | BEL SP1 22 | BEL SP2 18 | BEL FEA 21 | NED SP1 28 | NED SP2 17 | NED FEA 27 | RUS SP1 9 | RUS SP2 T | RUS FEA 11 | 21.      | 11   |
| 2022 | ART Grand Prix | BHR SPR 9  | BHR FEA 4  | IMO SPR    | IMO FEA   | ESP SPR 5  | ESP FEA 10 | GBR SPR 21 | GBR FEA Ki | AUT SPR Ki | AUT FEA 10 | HUN SPR 12 | HUN FEA 6  | BEL SPR 17 | BEL FEA 15 | NED SPR 2  | NED FEA 25 | ITA SPR 13 | ITA FEA 24 |           |           |            | 13.      | 39   |

† A versenyt nem fejezte be, de helyezését értékelték, mert a versenytáv több, mint 90%-át teljesítette.

### Le Mans-i 24 órás autóverseny
| Év   | Csapat       | Csapattárs               | Autó            | Kategória | Kör | Összetett Helyezés | Kategória Helyezés |
| ---- | ------------ | ------------------------ | --------------- | --------- | --- | ------------------ | ------------------ |
| 2023 | Prema Racing | Filip Ugran Bent Viscaal | Oreca 07-Gibson | LMP2      | 310 | 34.                | 16.                |